# الانجد (السبرة)

تعديل مصدري - تعديل

الانجد محلة تابعة لقرية الجرف، التابعة لعزلة زبيد بمديرية السبرة إحدى مديريات محافظة إب في الجمهورية اليمنية.، بلغ تعداد سكانها 94 حسب تعداد اليمن لعام 2004.